# Kofi Osei
Kofi Osei (* 3. Juni 1940 in Accra) ist ein ghanaischer Fußballspieler und Geistlicher.

## Karriere

### Im Verein
Osei spielte in seiner Vereinskarriere für den Yegola FC und später für den Asante Kotoko SC. Mit Letzterem wurde er zwischen 1963 und 1972 sechsmal Meister und 1960 Pokalsieger.

### International
Osei war bester Torschütze der ghanaischen Nationalmannschaft bei der Fußball-Afrikameisterschaft 1968 in Tunesien und führte die Mannschaft zum Turniersieg. Er wurde drittbester Torschütze des Turniers.
Osei nahm für Ghana im Fußball, an den Olympischen Spielen 1964, 1968, und 1972 teil.

## Persönliches
Nach Ende seiner Fußballkarriere in den 1970er Jahren wurde Osei Priester in Kumasi. Er war zudem lange Zeit nationaler Koordinator des National Games des National Sports Council.

## Erfolge
Ghanaischer Meister
- 1964, 1965, 1967, 1968, 1969 und 1972

Pokalsieger (Ghana FA Cup)
- 1960